# Inmigración china en Canadá
La inmigración china en Canadá es el movimiento migratorio de ciudadanos de la República Popular China y la República de China (Taiwán) que emigran a Canadá, generalmente en busca de mejores oportunidades y una mejor calidad de vida. Hay un número estimado de más de un millón de chinos que viven en Canadá, sobre todo en provincias como Ontario, Columbia Británica, Quebec y Alberta. Viven en ciudades como Toronto, Vancouver y Montreal, que cuentan con sus propios Chinatown.
Los sino-canadienses (en chino tradicional, 加拿大華人; en chino simplificado, 加拿大华人; pinyin, Jiānádà Huárén; jyutping, 'gaa1 naa4 daai6 waa4 jan4) se refieren a las personas de ascendencia china total o parcial —particularmente de la etnia han— que tengan nacionalidad canadiense.

## Características
Constituyen el segundo mayor grupo minoritario visible en Canadá, después de los canadienses del sur de Asia. La comunidad china en Canadá es una de las mayores comunidades chinas en el extranjero y es la segunda mayor comunidad china en el extranjero en América del Norte, después de Estados Unidos. También es la séptima más grande de la diáspora china. Las investigaciones demográficas en general de StatsCan tienden a incluir a los inmigrantes de China continental, Hong Kong y Macao, así como los chinos de ultramar que han inmigrado desde el sudeste de Asia y América del Sur, refiriéndose a los taiwaneses en Canadá como un grupo separado.
Los canadienses de origen chino representan alrededor del cuatro por ciento de la población canadiense, o alrededor de 1,3 millones de personas hacia el año 2006. La comunidad china es el mayor grupo étnico de los asiáticos canadienses (un 40 %).

## Historia

### sigloXIX

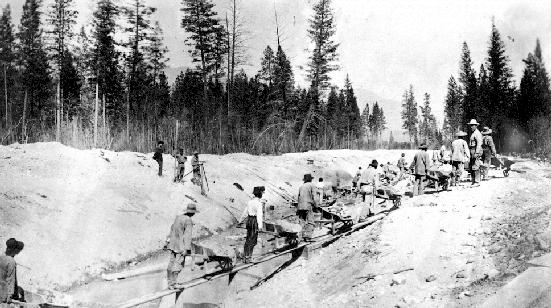
Obreros chinos en 1887.

El primer registro de chinos en lo que se conoce hoy como Canadá se remonta a 1788. El renegado capitán británico John Meares contrató a un grupo de aproximadamente 70 carpinteros chinos de Macao y los empleó para construir un barco en la isla de Vancouver, Columbia Británica. Inmigrantes chinos también se utilizaron para extender el Canadian Pacific Railway hacia las costas del océano Pacífico. Los chinos llegaron en las décadas de 1870 y 1880, ya que el gobierno canadiense, prefería mano de obra batara en lugar de trabajadores de las islas británicas.
Los trabajadores chinos de los ferrocarriles componían la fuerza de trabajo para la construcción de dos tramos de cien millas de la Canadian Pacific Railway desde el Pacífico hasta Craigellachie en Eagle Pass en Columbia Británica. El ferrocarril en su conjunto constaba de 28 de estos tramos, el 93% de los que fueron construidos por los trabajadores de origen europeo. Cuando Columbia Británica aceptó unirse a la Confederación en 1871, una de las condiciones era que el gobierno del Dominio construyese un ferrocarril que uniera Columbia Británica con el este de Canadá en un período de 10 años. Los políticos de Columbia Británica y su electorado agitaron por un programa de inmigración de las islas británicas para proporcionar esta mano de obra ferroviaria, pero el primer ministro de Canadá, Sir John A. Macdonald, traicionando los deseos de su electorado, Victoria, al insistir en los recortes de costos del proyecto mediante el empleo de chinos para construir el ferrocarril, y resumiendo la situación de esta manera al Parlamento en 1882: «Es simplemente una cuestión de alternativas: o bien se debe tener esta mano de obra o no se puede tener el ferrocarril». Políticos de Columbia Británica habían querido un plan de liquidación de la inmigración para los trabajadores de las islas británicas, pero los políticos e inversionistas canadienses dijeron que sería demasiado costoso.
Muchos trabajadores provenientes de la provincia de Cantón llegaron para ayudar a construir la Canadian Pacific Railway en el siglo XIX como lo hicieron los veteranos chinos de las fiebres del oro.
Hacia principios del siglo XXI, los chinos llegados a territorio canadiense provenían principalmente de Hong Kong. Otros pocos tenían orígenes en Taiwán, Fiyi, la Polinesia Francesa y Nueva Zelanda.

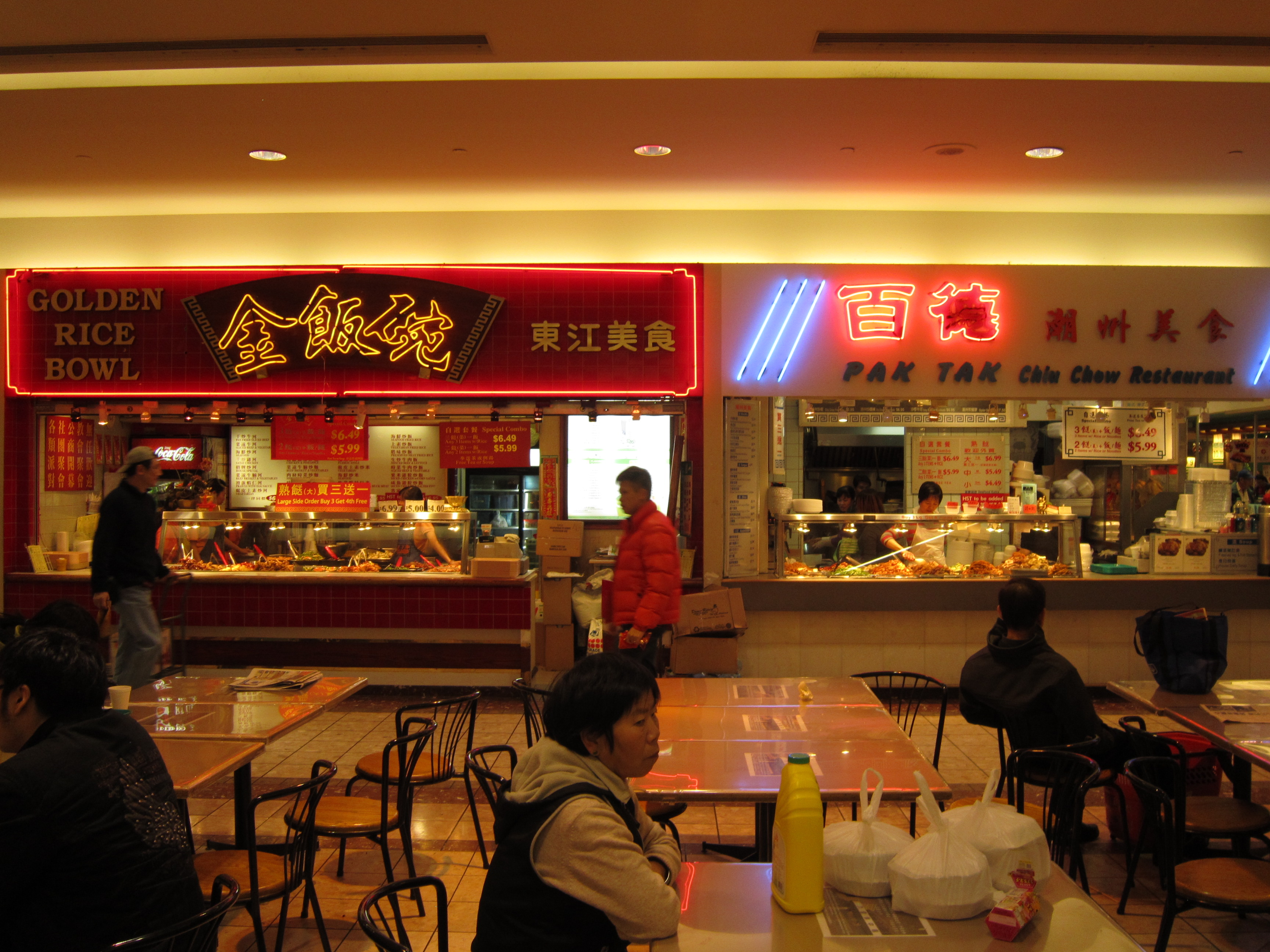
Restaurantes de comida china en Richmond (Columbia Británica).

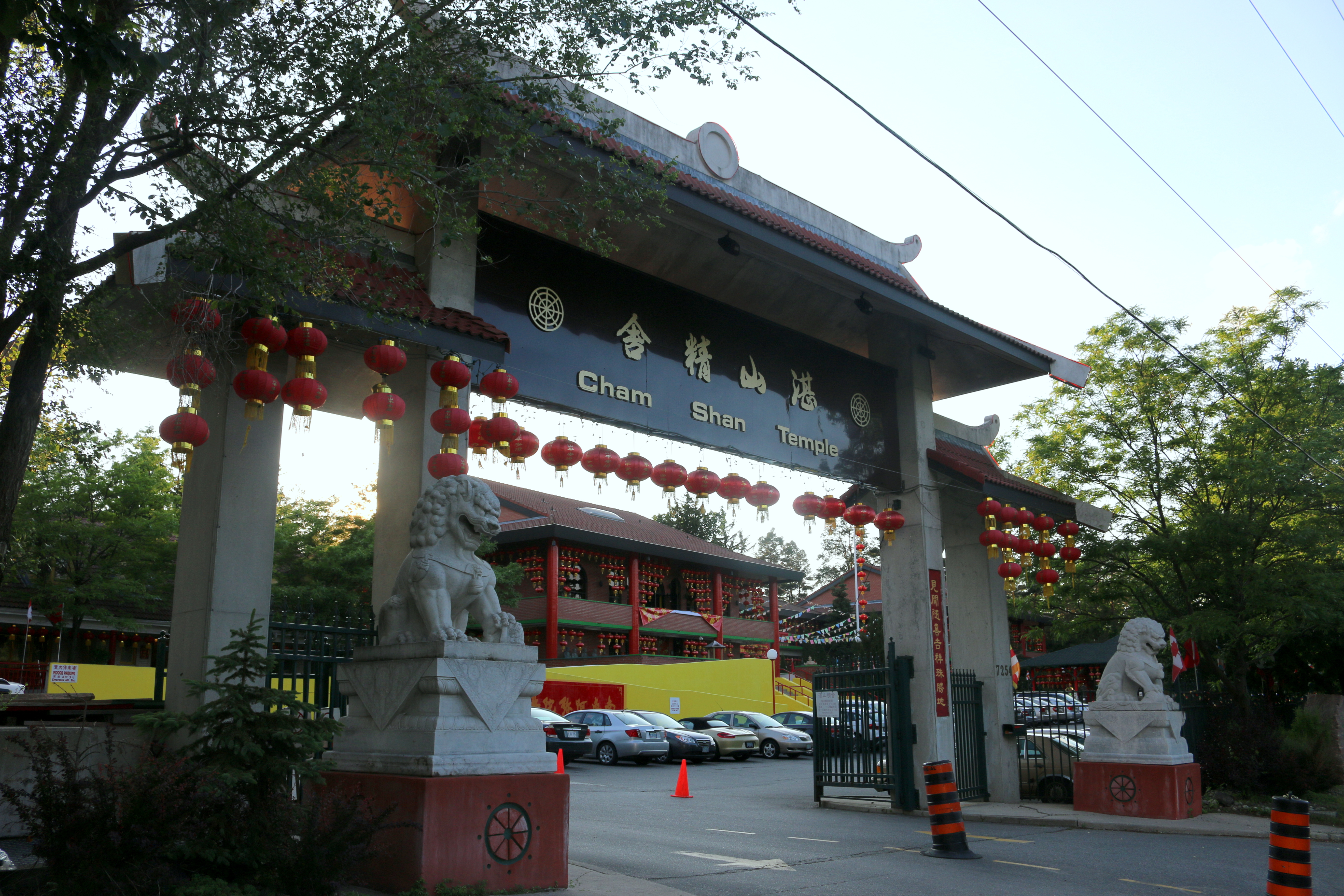
Templo chino en Toronto.

## Estadísticas
| Población china en las provincias canadienses | Población china en las provincias canadienses | Población china en las provincias canadienses |
| Provincia o territorio                        | Población china                               | Porcentaje de la población total              |
| --------------------------------------------- | --------------------------------------------- | --------------------------------------------- |
| Ontario                                       | 713 245                                       | 5.6%                                          |
| Columbia Británica                            | 464 800                                       | 10.7%                                         |
| Alberta                                       | 155 965                                       | 4.4%                                          |
| Quebec                                        | 101 880                                       | 1.3%                                          |
| Manitoba                                      | 22 600                                        | 1.9%                                          |
| Saskatchewan                                  | 13 990                                        | 1.4%                                          |
| Nueva Escocia                                 | 7 065                                         | 0.8%                                          |
| Nuevo Brunswick                               | 2 945                                         | 0.4%                                          |
| Terranova y Labrador                          | 1 970                                         | 0.4%                                          |
| Isla del Príncipe Eduardo                     | 1 915                                         | 1.4%                                          |
| Yukón                                         | 600                                           | 1.8%                                          |
| Territorios del Noroeste                      | 515                                           | 1.3%                                          |
| Nunavut                                       | 95                                            | 0.3%                                          |
| Canadá (total)                                | 1 487 580                                     | 4.5%                                          |

Población china en diversas áreas metropolitanas canadienses:
| Ciudad    | Provincia          | Población china | Porcentaje de la población total |
| --------- | ------------------ | --------------- | -------------------------------- |
| Toronto   | Ontario            | 531 635         | 9.6%                             |
| Vancouver | Columbia Británica | 411 470         | 18.0%                            |
| Montreal  | Quebec             | 91 785          | 2.4%                             |
| Calgary   | Alberta            | 75 470          | 6.3%                             |
| Edmonton  | Alberta            | 60 715          | 5.3%                             |
| Ottawa    | Ontario            | 42 740          | 3.5%                             |
| Winnipeg  | Manitoba           | 20 410          | 2.9%                             |
| Hamilton  | Ontario            | 14 785          | 2.1%                             |
| Victoria  | Columbia Británica | 14 460          | 4.3%                             |
| Kitchener | Ontario            | 14 125          | 3.0%                             |